# Kellogg's
Kellanova (anteriormente Kellogg Company) é uma empresa multinacional americana do setor alimentício com sede em Chicago, Illinois. É produtora de biscoitos, torradas e cereais, como o famoso Sucrilhos, ou “Frosted Flakes” em Portugal.
Os produtos da Kellogg's são fabricados e comercializados em mais de 180 países. Sua maior fábrica está em Trafford Park em Trafford, Grande Manchester, Reino Unido, que também é o local de sua sede no país. Outros locais de escritórios corporativos fora de Battle Creek incluem Chicago, Dublin (sede europeia), Xangai e a cidade de Querétaro. A Kellogg's manteve um "mandado real" da rainha Elizabeth II até sua morte em 2022.

## História
A Kellogg’s foi fundada como a Battle Creek Toasted Corn Flake Company ("Companhia de flocos de milho tostados de Battle Creek") em 19 de fevereiro de 1906 por Will Keith Kellogg como fruto de seu trabalho com seu irmão John Harvey Kellogg em sanatório de Battle Creek. Essa cidade se tornou uma espécie de Vale do Silício do início do século XX, com várias companhias produtoras de alimentos à base de cereais se instalando ali da noite para o dia.
No sanatório que tornou Battle Creek famosa, o Dr. Kellogg prescrevia exercícios e buscava mudar os hábitos de seus ricos clientes, acostumados a comer carnes e outros pratos “pesados” no café da manhã. O doutor servia alimentos naturais e logo escolheu os cereais à base de trigo para usar na refeição matinal. Muitos religiosos tais como os Quaker's e os Adventistas a qual pertenciam os Kellogg's, também eram contra o consumo de carne, e queriam que os crentes passassem a consumir alimentos vegetarianos. A moda de cereais veio a calhar para esses religiosos.
O cereal em flocos (flakes) surgiu de experimentos com a farinha “deixada de molho”. A empresa produziu e vendeu o altamente bem-sucedido Kellogg’s Toasted Corn Flakes. A empresa foi mais tarde renomeada para Kellogg Company em 1922.
A companhia possuiu as subsidiárias Keebler (adquirido em outubro de 2000 por 3,86 bilhões), Morningstar Farms, e Kashi.
A mascote da Kellog's, o Tigre Tony (Tony the Tiger), surgiu na década de 1950 e até hoje é usada nas embalagens dos produtos.